# Tridecanal
El tridecanal és un compost orgànic de la classe dels aldehids constituït per una cadena lineal de tretze carbonis amb un grup carbonil en un dels seus extrems i que té per fórmula molecular {\displaystyle {\ce {C13H26O}}}. És un líquid incolor que té una olor grassa-cera i lleugerament cítrica. L'addició de tridecanal a les composicions de la fragància imparteix matisos frescos a la nota superior, així com a l'assecat.

## Estat natural

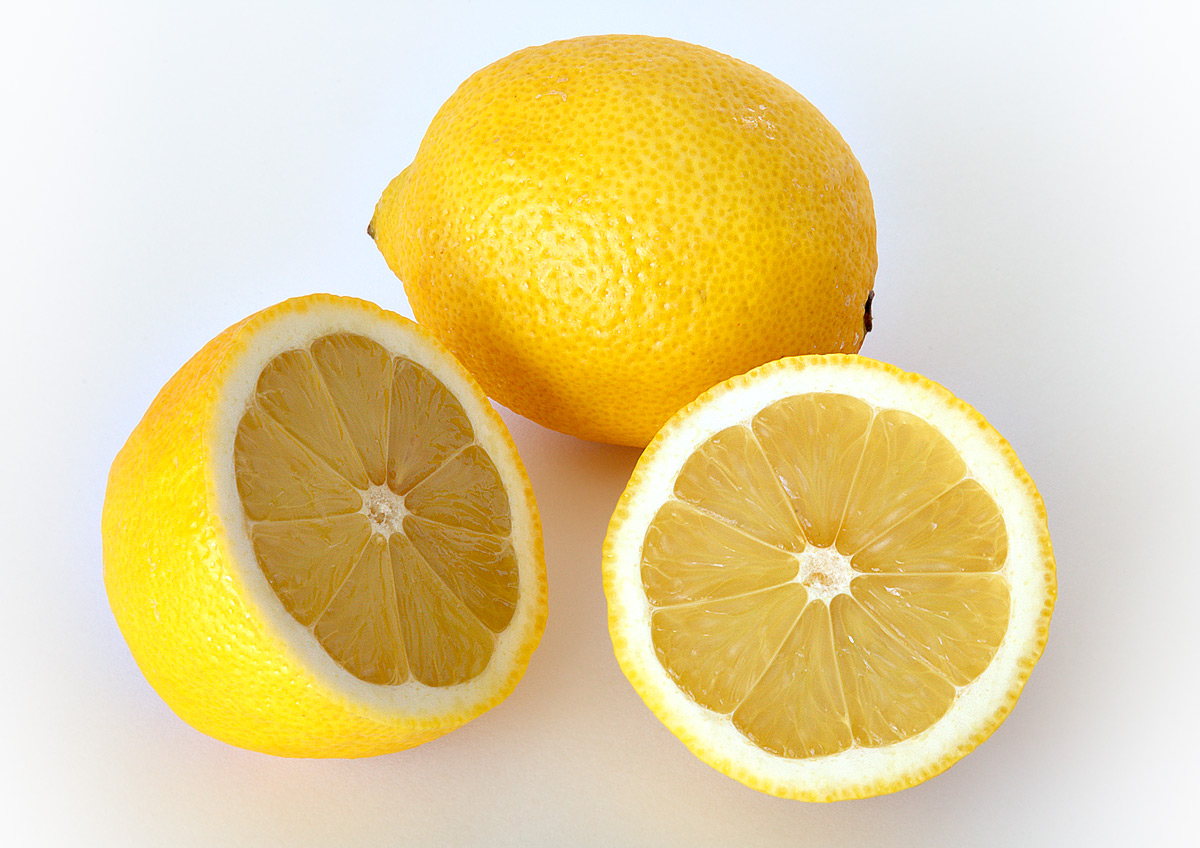
Llimones.

El tridecanal és un component natural dels olis essencials de la bergamota, del comí negre, de la camamilla alemanya, de la camamilla romana, dels fruits de coriandre, de la llimona i de la taronja, entre d'altres. Juntament amb l'octanal és l'aldehid més important en els olis essencials dels cítrics.

## Propietats
El tridecanal es presenta com un líquid incolor amb punt de fusió de 14 °C i un d'ebullició de 132−136 °C a 8,00 mmHg. La seva densitat és de 0,8356 g/cm³ i el seu índex de refracció 1,4384. A 25 °C és pràcticament insoluble en aigua (1,506 mg/L) i soluble en etanol.

## Usos
L'addició de tridecanal a les composicions de la fragància imparteix matisos frescos a la nota superior, així com a l'assecat.